# Sang-e Charak
Sang-e Charak est une ville d'Afghanistan située dans la province de Sar-é Pol.

## Démographie
En 2007 sa population était de 15 956 habitants.